# Driver Genius Professional
Driver Genius Professional é um software multiplataforma que trabalha com drivers. Possui ferramentas para fazer backup, atualizar e restaurar drivers e também o usuário pode estar vendo informações sobre todos os componentes do computador.
Essa é uma ferramenta muito útil para técnicos e pessoas que trabalham na manutenção de computadores, o que torna esse programa essencial para todas as possibilidades e funcionalidades que uma ferramenta que administra drivers precisa.